# Zgornji Kamenščak
Zgornji Kamenščak (prleško Zgournji Kamenšček) je naselje v Občini Ljutomer.